# جون ريدجلي
جون ريدجلي (بالإنجليزية: John Ridgely)‏ هو ممثل أمريكي، ولد في 6 سبتمبر 1909 بشيكاغو في الولايات المتحدة، وتوفي في 18 يناير 1968 بنيويورك في الولايات المتحدة بسبب نوبة قلبية.

## أعمال

### أفلام
- (1948) القيادة العليا
- (1951) مكان في الشمس
- (1952) أعظم العروض على وجه الأرض

## وصلات خارجية
- جون ريدجلي على موقع IMDb (الإنجليزية)
- جون ريدجلي على موقع ألو سيني (الفرنسية)
- جون ريدجلي على موقع أول موفي (الإنجليزية)
- جون ريدجلي على موقع قاعدة بيانات الأفلام السويدية (السويدية)
- جون ريدجلي على موقع قاعدة بيانات الفيلم (الإنجليزية)
- جون ريدجلي على موقع كينوبويسك (الروسية)